# Senza scampo (film 1954)
Senza scampo (Rogue Cop) è un film del 1954 diretto da Roy Rowland.